# Alain Labrousse
Alain Labrousse (Libourne, 19 de febrero de 1937 - 6 de julio de 2016) fue un periodista, sociólogo y geopolítico francés, especializado en geolpolítica de drogas y de América Latina.
Entre 1965 y 1970 vivió en Uruguay, siendo testigo privilegiado de esa convulsionada época en la historia del país. Varias de sus obras tratan de ese periodo, incluyendo el surgimiento de la guerrilla tupamara y de la Logia de los Tenientes de Artigas.

## Publicaciones
- Géopolitique et géostratégie des drogues, con Michel Koutouzis, Economica, col. « Poche. Géopolitique », 1996
- Géopolitique des drogues, Presses universitaires de France, col. «Que sais-je?», 2004 (note de lecture)
- Dictionnaire géopolitique des drogues. La drogue dans 134 pays. Productions, trafics, conflits, usages, Ed. De Boeck
- L'Expérience chilienne : réformisme ou révolution?, Paris, 1972, Éditions du Seuil.
- Con François Gèze, Argentine : révolution et contre-révolutions, Paris, 1975, Éditions du Seuil.
- Tupamaros de l'Uruguay, des armes aux urnes, Paris, 2009, Éditions du Rocher.
- Les Tupamaros. Guérilla urbaine en Uruguay, Paris, Éditions du Seuil, 1971.